# Tromikosoma koehleri
Tromikosoma koehleri is een zee-egel uit de familie Echinothuriidae.
De wetenschappelijke naam van de soort werd in 1903 gepubliceerd door Theodor Mortensen.